# نیکی هنسون
نیکی هنسون (انگلیسی: Nicky Henson؛ زادهٔ ۱۲ مهٔ ۱۹۴۵ – درگذشتهٔ ۱۵ دسامبر ۲۰۱۹) بازیگر بریتانیایی بود. او از سال ۱۹۶۴ میلادی تا سال ۲۰۱۹ به ایفای نقش می‌پرداخت.

## گزیدهٔ آثار

### سینما
- دختر خانومی در سوپ من (۱۹۷۰)
- عکس جدایی (۱۹۹۹)
- سیریانا (۲۰۰۵)
- ورا دریک (۲۰۰۴)

### تلویزیون
- دانتون ابی (۲۰۱۳–۲۰۱۰)
- ان‌سی‌اس: تعقیب (۲۰۰۲–۲۰۰۱)